# 8877 Rentaro
8877 Rentaro este un asteroid din centura principală de asteroizi.

## Descriere
8877 Rentaro este un asteroid din centura principală de asteroizi. A fost descoperit pe 19 ianuarie 1993 la Geisei de Tsutomu Seki. Asteroidul prezintă o orbită caracterizată de o semiaxă mare de 2,77 ua, o excentricitate de 0,09 și o înclinație de 2,6° în raport cu ecliptica.